# Miyako
Miyako (jap. 宮古市 Miyako-shi) – miasto w Japonii, na wyspie Honsiu, w prefekturze Iwate. Ma powierzchnię 1 259,15 km². W 2020 r. mieszkało w nim 50 369 osób, w 21 152 gospodarstwach domowych  (w 2010 r. 59 430 osób, w 22 440 gospodarstwach domowych) .

## Położenie
Miasto leży we wschodniej części prefektury nad Oceanem Spokojnym. Graniczy z miastami:
- Morioka,
- Hanamaki,
- Tōno.

## Gospodarka
W mieście rozwinął się przemysł spożywczy, metalowy, drzewny, elektrotechniczny oraz chemiczny.

## Historia
Miasto powstało 11 lutego 1941 roku.